# Władysław Wiktoryn Siciński

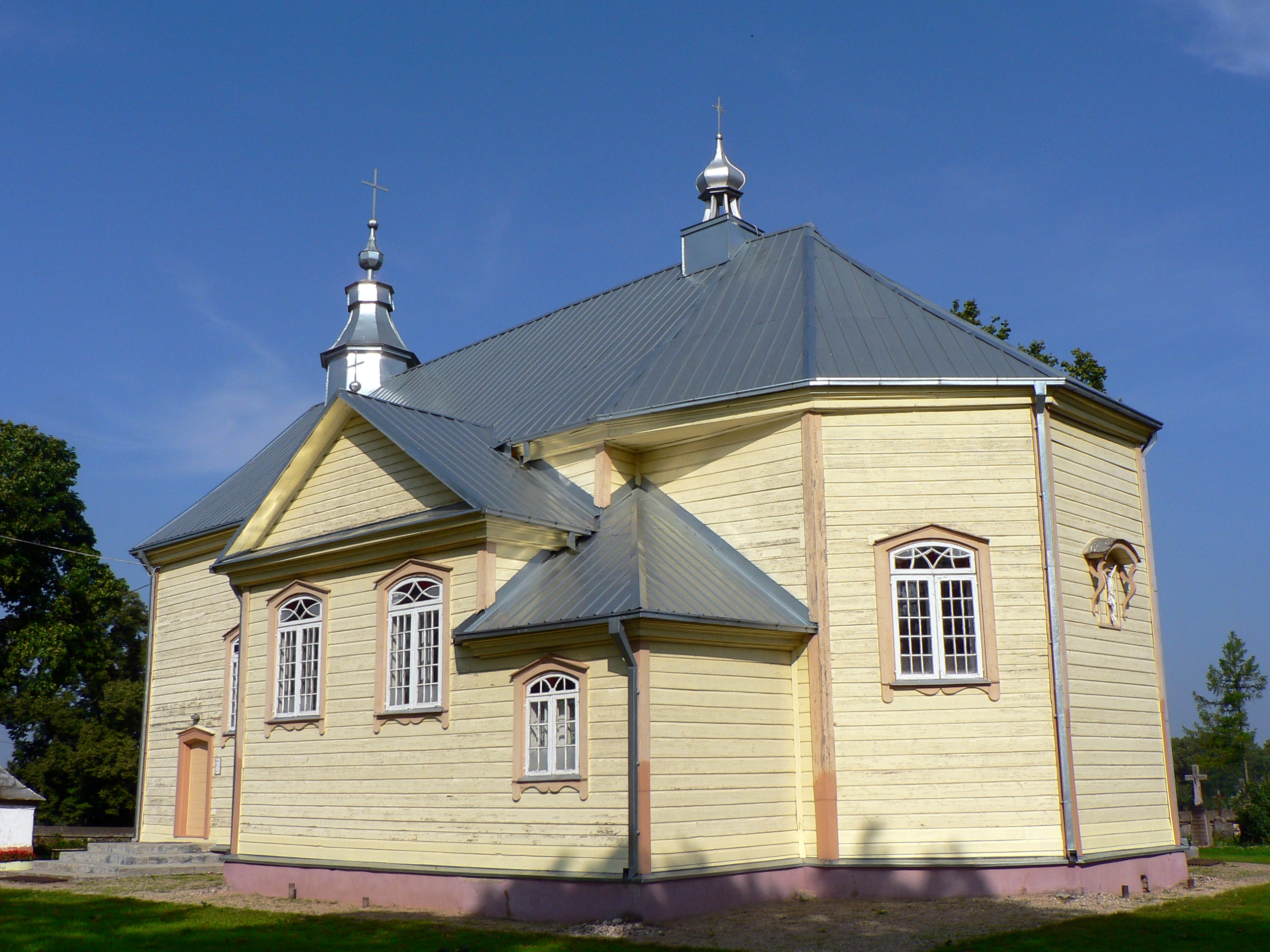
kościół w Upicie z 1878, gdzie spoczął Władysław Siciński

Władysław Wiktoryn Siciński herbu Prawdzic (ur. 1615, zm. 1672, lit. Vladislovas Viktorinas Sicinskis, w gwarze Čičinskas) – szlachcic, uważany za tego, który pierwszy zerwał sejm wykorzystując liberum veto 9 marca 1652; poseł Siciński nie pozwolił na kontynuowanie obrad ponad czas przewidzianych obrad sejmu, mówiąc „ja nie pozwalam na prolongatę!”. Zaraz po tym opuścił salę. Istnieje teoria, że zrobił to na polecenie magnata litewskiego, hetmana Janusza Radziwiłła. Według innego poglądu zrobił to z własnego rozpędu, urażony dekretem królewskim w sprawie ekonomii szawelskiej.
Władysław Siciński był podsędkiem upickim, stolnikiem, posłem upickim ziemi trockiej.
Władysław Siciński, który nie zgodził się na przedłużenie obrad sejmu do poniedziałku 11 marca 1652 r. natychmiast po wygłoszeniu sprzeciwu wyszedł z sali. Skonsternowani posłowie uznali, że w takiej sytuacji dalsze obrady są niemożliwe. Postanowiono jednak przedłużyć sesję na poniedziałek pod warunkiem, że poseł Siciński powróci do izby i protest swój cofnie. W poniedziałek 11 marca marszałek dwukrotnie wezwał powiat upicki, jednak Władysława Sicińskiego w sali sejmowej nie było. Gdy marszałek ogłaszał senatorom i królowi rozwiązanie sejmu, wojewoda brzeskokujawski Jakub Szczawiński miał krzyknąć: „Bodajby przepadł!”, na co cała izba senacka odpowiedziała chórem: „Amen”.
Wokół tej postaci narosło wiele legend. Jedna z nich mówi, iż zginął od pioruna, co rzekomo miałoby być karą sił wyższych za zerwanie sejmu. Opowieść ta nie ma podstaw historycznych, w rzeczywistości piorun zabił część jego rodziny, on natomiast przeżył. Według Aleksandra Brücknera w Upicie pokazywano do końca XIX w. zmumifikowane zwłoki Sicińskiego, którego z powodu jego postępku nie chciała przyjąć ziemia, złożone w białej koszuli w szafie w zakrystii kościelnej. Istnieje przekaz, że gubernator wileński gen. Murawiow kazał pochować zwłoki Władysława Sicińskiego pod progiem kościoła w Upicie. Według innej wersji pochówku dokonali miejscowi obywatele.
20 października 1655 roku podpisał ugodę kiejdańską.
Jako poseł na sejm 1659 roku był deputatem na Trybunał Skarbowy Wielkiego Księstwa Litewskiego.
W „Herbarzu Polskim” Kaspra Niesieckiego (wyd. J.N. Bobrowicz, Lipsk 1839-1845) w tomie 8, s. 327 Siciński herbu Pomian wymieniony jest Władysław stolnik Upitski, poseł na sejm 1659. Constit. 1661. fol. 59.
Siciński był też przedmiotem wielu utworów literackich, m.in. pisali o nim:
- Adam Mickiewicz w wierszu Popas w Upicie
- Kostas Ostrauskas w dramacie Čičinskas
- Jonas Maironis w wierszu Čičinskas